# Eleonore Hodys
Eleonore Hodys, née en 1903 à Vienne et morte en 1964, est une résistante autrichienne et déportée à Auschwitz.

## Biographie
Eleonore Hodys est une prisonnière politique autrichienne internée à Ravensbrück, puis à Auschwitz. Elle arrive au camp dans un convoi de femmes en mars 1942. Elle est classée Reichsdeutsche, citoyenne du Reich Allemand, par conséquent elle est envoyée au Block 11[réf. souhaitée]. Elle devient la serveuse de Rudolf Höss.
En mai 1942, Rudolf Höss lui fait des avances. Elle s'enfuit se cacher dans les latrines.
Après l'incident, le juge SS Konrad Morgen ouvre une enquête. À l'époque elle est enceinte et réussit à avorter,,.
En octobre 1944, elle est envoyée dans un hôpital-prison à Munich sur l'initiative du docteur Wiebeck. Selon ce dernier, « Höss voulait supprimer cette détenue » et la laisser mourir dans le bunker.